# Gonzalez Harbour
Gonzalez Harbour är en vik i Antarktis. Den ligger i Sydshetlandsöarna. Argentina, Chile och Storbritannien gör anspråk på området.